# 788 Hohensteina
A 788 Hohensteina (ideiglenes jelöléssel 1914 UR) a Naprendszer kisbolygóövében található aszteroida. Franz Kaiser fedezte fel 1914. április 28-án.